# Петнаестогодишњи капетан
Петнаестогодишњи капетан (фр. Un Capitaine de quinze ans) је назив романа Жила Верна. Књига прати догађаје петнаестогодишњег Дика Санда. Написана је 1878. године.

## Радња
Петнаестогодишњи Дик Санд је морнар на броду „Пилгрим“. Брод „Пилгрим“ је китоловац који сваке године путује до Новог Зеланда. Након лоше ловне сезоне, при повратку у Сан Франциско, капетан Хал уочава олупину брода са које је спасено пет мушкараца и један пас. Неколико дана касније капетан Хал гине заједно са својом посадом приликом покушаја да улови кита. Командовање бродом преузима Дик Санд. Поред њега на броду се налазе и петорица бродоломника, госпођа Велдон, супруга власника китоловца, њен син Џек, њен рођак Бенедикт, дадиља Нан и кувар Негоро. Дик Санд покушава да доведе брод до јужноамеричке обале, тачније до Валпараиса, луке у Чилеу, али га у томе спречава низ несрећних околности. Након вишенедељног путовања брод се насукао на обалу за коју су бродоломници првобитно мислили да је Јужна Америка. На тој обали Негоро одлази својим путем а Дик Санд и дружина убрзо наилазе на Американца Хариса. Он им обећава да ће их одвести до насеобине Сан Фелисе али не идући обалом већ путем кроз шуму. Дик Санд и госпођа Велдон све више сумњају у добре намере Хариса јер уочавају да им предео не личи на Јужну Америку већ на Африку. Након извесног времена Харис их напушта тј. бежи од њих јер је схватио да су га прозрели. Неколико дана касније трговци робљем заробљавају све бродоломнике, осим најснажнијег међу њима Херкула, који је успео да побегне. Њихово заробљавање су организовали Харис и Негоро, агенти трговца робљем Жозе Антонија Алвеза. Одводе их у Казонду да би их продали као робље. Четири црнца Актеон, Бат, Том и Остин су продати и одведени у источни део Африке, док су госпођа Велдон, Џек и Бенедикт одведени у Алвезову пословницу. Херкул је помогао Дику Санду да се избави из заробљеништва а касније је ослободио и госпођу Велдон и њеног сина Џека. По повратку на обалу Анголе наишли су на колибу у којој је убијен Самјуел Вернон, бивши господар пса Динга. Ту је Негоро убио Динга, а Херкул Негора. Након тога вратили су се у Сједињене Државе а неколико година касније Џејмс В. Велдон, супруг госпође Велдон, је ослободио четворицу црнаца који су били робови на Мадагаскару.

## Списак ликова
- Дик Санд
- Актеон
- Алвез
- Бат
- Динго
- Ибн Хамис
- капетан Хал
- Коимбра
- Моина
- Моини Лунга
- Мунито
- Нан
- Негоро
- Остин
- Самјуел Вернон
- Типо-Типо
- Том
- Халима
- Харис
- Херкул
- Ховик
- рођак Бенедикт
- госпођа Велдон
- Џејмс В. Велдон
- Џек Велдон